# السير جيمس أوترام، البارونيت الأول
السير جيمس أوترام، الفريق والبارونيت الأول (بالإنجليزية: James Outram)، الحاصل على وسام الحمام التكريمي، ووسام نجمة الهند (29 يناير 1803 - 11 مارس 1863)، كان جنرالًا إنجليزيًا قاتل في ثورة الهند عام 1857.

## نشأته
كان جيمس أوترام ابن بنيامين أوترام من باتيرلي هول، باتيرلي، ديربيشاير، وهو مهندس مدني. توفي والده في عام 1805، وانتقلت والدته، وهي ابنة جيمس أندرسون من هيرميستون، الكاتب الإسكتلندي وعالم الزراعة، إلى أبردينشاير في عام 1810. ذهب الصبي من مدرسة أودني في عام 1818 إلى كلية ماريشال أبردين، وفي عام 1819، حصل على تلمذة عسكرية هندية. بعد وقت قصير من وصوله إلى بومباي، جذب نشاطه الملحوظ الانتباه، وفي يوليو من عام 1820، أصبح معاونًا للكتيبة الأولى من الفوج الثاني عشر في مدينة بونه، وكانت تجربة ذات تأثير هائل على حياته المهنية لاحقًا.

## خانديش - 1825
في عام 1825، أُرسل إلى خاندش، حيث درّب فيلق مشاة خفيف مكون من شعب البيل، وهي قبيلة من السكان الأصليين لتلال الغابات الكثيفة في تلك المنطقة. اكتسب منهم خبرة شخصية رائعة، ووظفهم بنجاح كبير في التحقيق بعمليات الإساءة والنهب. كان ولاؤهم له مبنيًا على إعجابهم بمآثر رحلات صيد خاصته والتي لا تضاهيها أي مغامرات أخرى بالشجاعة والاقتراب الوشيك من الموت. كان أوترام في الأصل رجلًا سقيمًا، وتعرض لعدة سنين بعد وصوله إلى الهند لنوبات مرضية مستمرة، كان يكتسب قوة بعد كل مرض جديد، وحصل في النهاية على بنية قوية و«أعصاب من حديد وكتفين وعضلات تعادل ساكن جبال بطول ستة أقدام».

## كجرات والشمال الغربي
في عام 1835، أُرسل إلى ولاية كجرات لتقديم تقرير عن منطقة ماهي كانثا، وظل هناك لبعض الوقت عميلًا سياسيًا. عند اندلاع الحرب الأفغانية الأولى في عام 1838، عُيّن بمنصب ياور إضافي لفريق السير جون كين، وذهب إلى أفغانستان، حيث شن عدة غارات ضد القبائل الأفغانية وقام بعمل استثنائي في القبض على لواء من العدو قبل مدينة غزنة. في عام 1839، ترقى لرتبة رائد، وعُيّن عميلًا سياسيًا في السند السفلى، ونُقل لاحقًا إلى السند العليا (في هذا الوقت، كانت كجرات والسند كلتاهما تحت رئاسة بومباي). في أثناء تواجده في السند، عارض بشدة سياسة رئيسه، السير تشارلز نابير، والتي أدت إلى ضم السند. ومع ذلك، عندما اندلعت الحرب، دافع ببطولة عن سكان حيدر آباد ضد 8,000 من البلوش، ما دفع تشارلز نابير إلى وصفه بـ«بايارد الهند». عند عودته من زيارة قصيرة إلى إنجلترا في عام 1843، عُين برتبة مقدم للإشراف على بلاد ماهراتا، وفي عام 1847، نُقل من ساتارا إلى بارودا.

## لكهنؤ - 1854
في عام 1854، عُيّن مقيمًا في لكهنؤ، وعمل بعد ذلك بعامين لضمّ «أوده»، وأصبح أول رئيس مفوض لتلك المقاطعة. عُين في عام 1857 برتبة فريق لقيادة حملة استكشافية ضد بلاد فارس خلال الحرب الأنجلو فارسية، وهزم العدو بمجزرة هائلة في خوشاب، وبدأ الحملة بقرار سريع أدى إلى تحقيق السلام بعد ذلك بوقت قصير، وكوفئ على خدماته بمنحه وسام الحمام التكريمي.
استُدعي من بلاد فارس في يونيو إلى الهند، بحجة موجزة «نريد أفضل رجالنا هنا». قيل له في هذا الوقت إن الثعلب أحمق والأسد جبان أمام السير جاي. أوترام. فور وصوله إلى كلكتا، عُين لقيادة فرقتي جيش البنغال اللتين تحتلان البلاد من كلكتا إلى كانبور؛ وللسيطرة العسكرية انضم أيضًا إلى مندوبية أوده. فرضت الأعمال العدائية أبعادًا مثل إجبار هنري هافلوك على العودة إلى كانبور، والتي حافظ عليها بصعوبة، رغم أن التقدم السريع كان ضروريًا لإنقاذ الحامية في لكهنؤ. عند وصوله إلى كانبور مع التعزيزات، اعترف أوترام، معجبًا بالأعمال الرائعة للجنرال هافلوك، بدوره في الإفراج عن لكهنؤ، وتنازل عن رتبته عارضًا عن خدماته له كمتطوع. خلال تقدمه، تولى قيادة فرقة من سلاح الفرسان المتطوعين، وأدى أعمال بطولية رائعة في مانجالور، وفي الهجوم على ألامباغ؛ وفي الصراع الأخير، قاد هجومًا خلال عاصفة من الإطلاق الناري. صوّت له الفرسان المتطوعون بالإجماع على صليب فيكتوريا، لكنه رفض على أساس أنه غير جدير بأن يكون الجنرال الذي خدموا تحت أمره. بعد أن استأنف القيادة العليا، استولى على المدينة حتى وصول السير كولن كامبل، وبعد ذلك، أجرى عملية إخلاء للسكان بهدف خداع العدو بالكامل. في الاحتلال الثاني للكهنؤ، عند عودة القائد الأعلى، كُلف أوترام بالهجوم على جانب نهر غومتي، وبعد ذلك، بعد أن عبر النهر، تقدم من خلال شاتار منزل للسيطرة عليها، وبالتالي، على حد تعبير كولين كامبل، شن الضربة القاضية على العدو. بعد الاستيلاء على لكهنؤ حصل على رتبة فريق.

## شكرًا - بايارد الهند
في فبراير من عام 1858، تلقى شكرًا خاصًا من مجلسي البرلمان، وفي نفس العام، حصل على شرف البارونيت بقسط سنوي قدره 1000 جنيه استرليني. بعد تدهور صحته، عاد أخيرًا إلى إنجلترا في عام 1860، حصل نتيجة هذه الحركة على شهادة تقدير علنية، وأُقيمت تماثيل في لندن (بواسطة النحات ماثيو نوبل) وكلكتا.
توفي في مدينة بو في جنوب فرنسا  في 11 مارس عام 1863، ودُفن في 25 مارس في ساحة كيسة دير وستمنستر، ونُقشت على لوح من الرخام وُضع على قبره الكلماتُ المؤثرة بايارد الهند.

## عائلته
كان متزوجًا من مارغريت كليمنتاين أندرسون (1813-1911)، التي دفنت في مقبرة دين في إدنبرة. يعُد القبر أيضًا ذكرى للسير جيمس. دُفن ابنهما السير فرانسيس بويد أوترام معها.

## ميراثه
- شارع أوترام هو شارع بالقرب من حديقة الملوك في مدينة برث، أستراليا، يحمل اسم السير جيمس أوترام. سُمي شارعان آخران قريبان (شارع كولين وشارع هافلوك) تكريمًا للجنرالين المشاركين بثورة الهند.[7]
- جيمساباد، في باكستان، هي مدينة في مقاطعة البنجاب في باكستان، سُميت على اسم السير جيمس أوترام خلال فترة الراج البريطاني.
- أوترام، في سنغافورة، هي منطقة من مدينة سنغافورة سُميت على اسم شارع أوترام وعلى شرف السير جيمس في عام 1858.
- أوترام، في نيوزيلندا، هي مدينة صغيرة بالقرب من دنيدن. سُميت باسم السير جيمس من قبل السير جون ريتشاردسون.[8]
- سُمي شارع أوترام في كرويدون، جنوب لندن، على اسم أوترام. يقع الطريق بالقرب من مدرسة أديسكومب العسكرية التي دربت ضباط لشركة الهند الشرقية.[9]
- لعب ريتشارد أتينبورو دور الجنرال جيمس أوترام في فيلم ساتياجيت راي لعام 1977 ذا تشيس بلييرز (لاعبو الشطرنج).
- سُمي أوترام غات في كلكتا، ولاية البنغال الغربية، الهند، باسم الجنرال أوترام.
- خطوط أوترام، في معسكر كينغزواي، دلهي، الهند.
- سُمي طريق أوترام في  ساوث سي، مقاطعة هامبشاير، المملكة المتحدة نسبةً للسير جيمس أوترام.
- تقع أوترام هول، التي تحمل اسم السير جيمس أوترام، على الجانب الآخر لشاطئ خليج موريز الشهير في الشاطئ الشمالي في أوكلاند في نيوزيلندا.

## روابط خارجية
- السير جيمس أوترام، البارونيت الأول على موقع الموسوعة البريطانية (الإنجليزية)
- السير جيمس أوترام، البارونيت الأول على موقع إن إن دي بي (الإنجليزية)